# Can Cavaller (Monistrol de Montserrat)
Can Cavaller o Cal Marquès és una casa pairal de Monistrol de Montserrat (Bages), catalogada com a bé cultural d'interès local.

## Història
L'edifici original, probablement del segle xiv, va ser construït pels Riusech, propietaris agrícoles importants en la vida econòmica i social de Monistrol. El mas primigeni d'aquesta nissaga era el Piteu, situat als afores de la vila, i a mitjan segle xvii, entroncaren amb els Olzina pel matrimoni d'Isabel Ferrera de Riusech amb Josep d'Olzina i de Guialmar.
Després de la mort d'Eusebi d'Olzina i de Torres (1799-1878), el seu fill Josep Nicolau d'Olzina i Ferret (1841-1924) va emprendre la reforma de la casa amb la construcció d'un nou cos a l'actual plaça de la Font Gran. Aquesta primera intervenció durà fins al 1900, i fou seguida d'una altra campanya d'obres entre 1907 i 1910, dirigida per l'arquitecte Salvador Puiggròs i Figueras. En aquesta segona fase es va acabar la teulada del nou cos, unificant-la amb la vella, i també es van reformes a la planta noble i les golfes, amb noves sales, balcons, galeries a la façana de ponent, i fins i tot, una cuina amb menjador privat per a l'administrador de finques Josep Janer i Pla.
El 1924 morí Josep Nicolau d'Olzina, deixant la casa al seu nebot Guillem de Pallejà i Ferrer-Vidal (1889-1964), IV marquès de Monsolís.

## Descripció

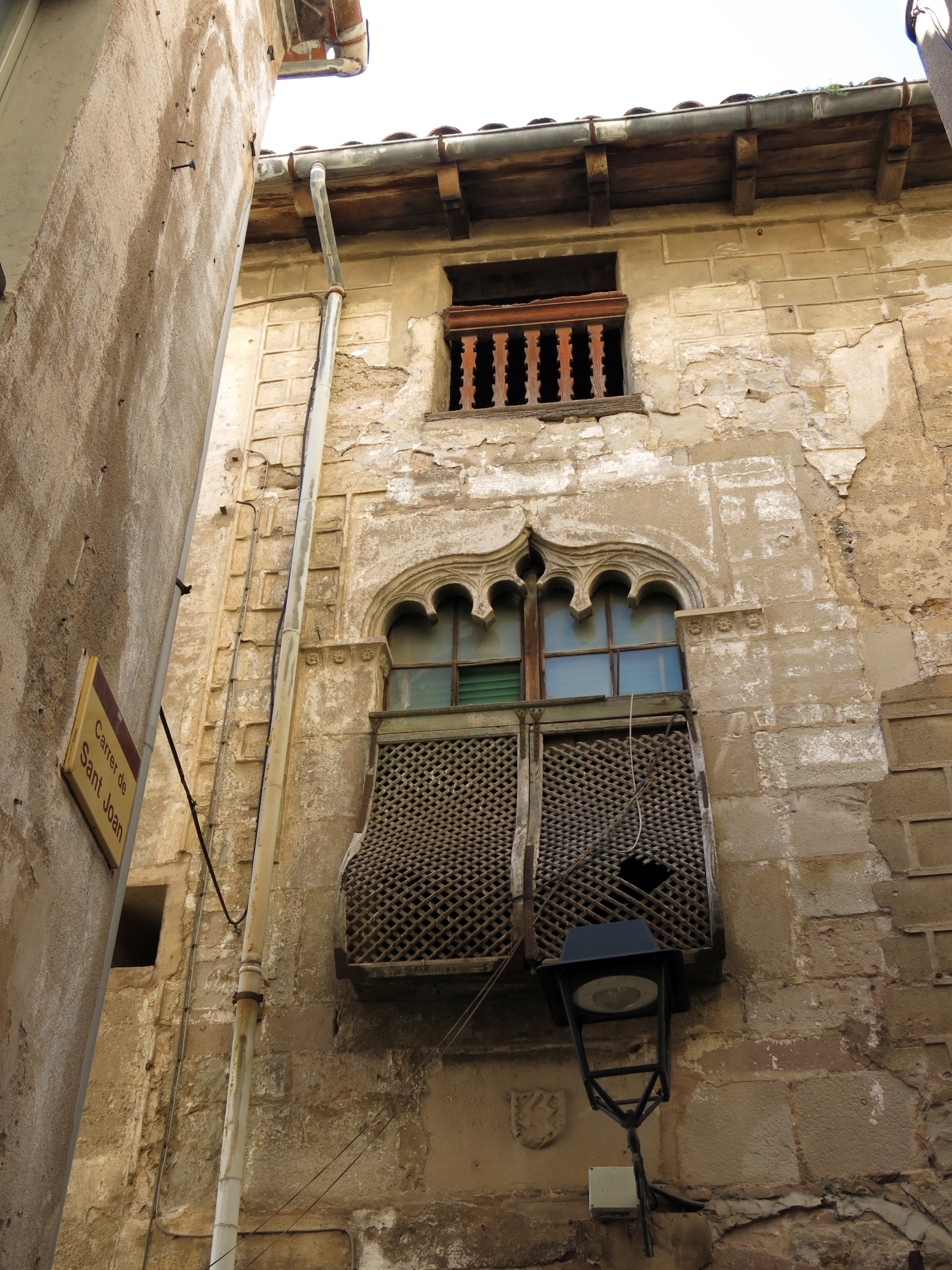
Detall de la façana est, que dona al carrer de Sant Joan

Es tracta d'una casa unifamiliar de grans dimensions integrada al sector de ponent de la vila. Està formada per dos cossos perpendiculars que formen un tancat amb un jardí. La casa es va anar ampliant al llarg del temps, però les façanes estan unificades amb finestrals d'arc conopial amb decoració geomètrica i floral en esgrafiat. Les façanes estan arrebossades i s'hi reprodueix un aparell encoixinat. Un gran ràfec de fusta envolta l'edifici.
L'accés principal dona a una escala de pedra que porta a la planta noble. A l'interior té una capella amb frescos del segle xviii.

## Galeria d'imatges

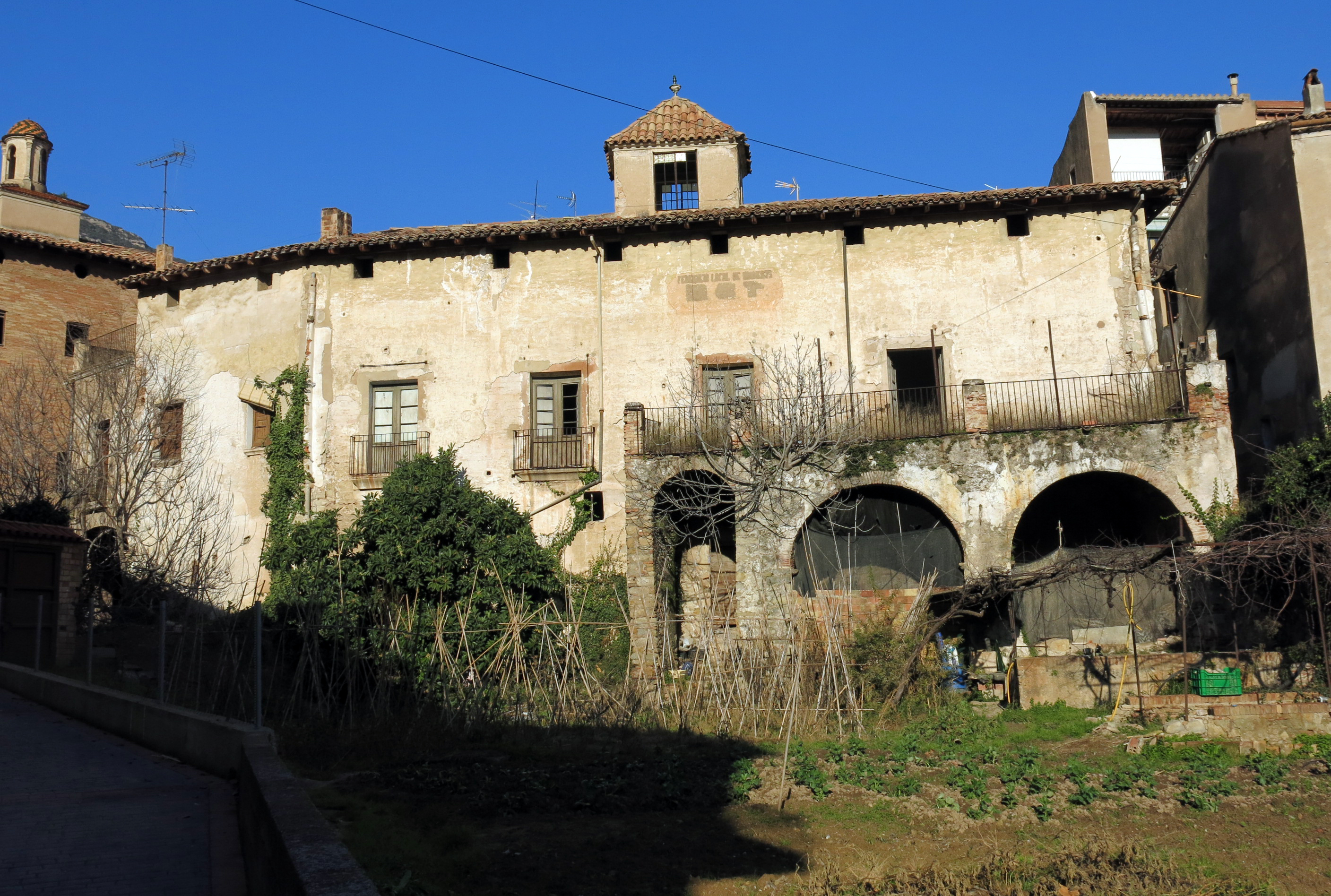
Hort i façana del passeig de la Canaleta
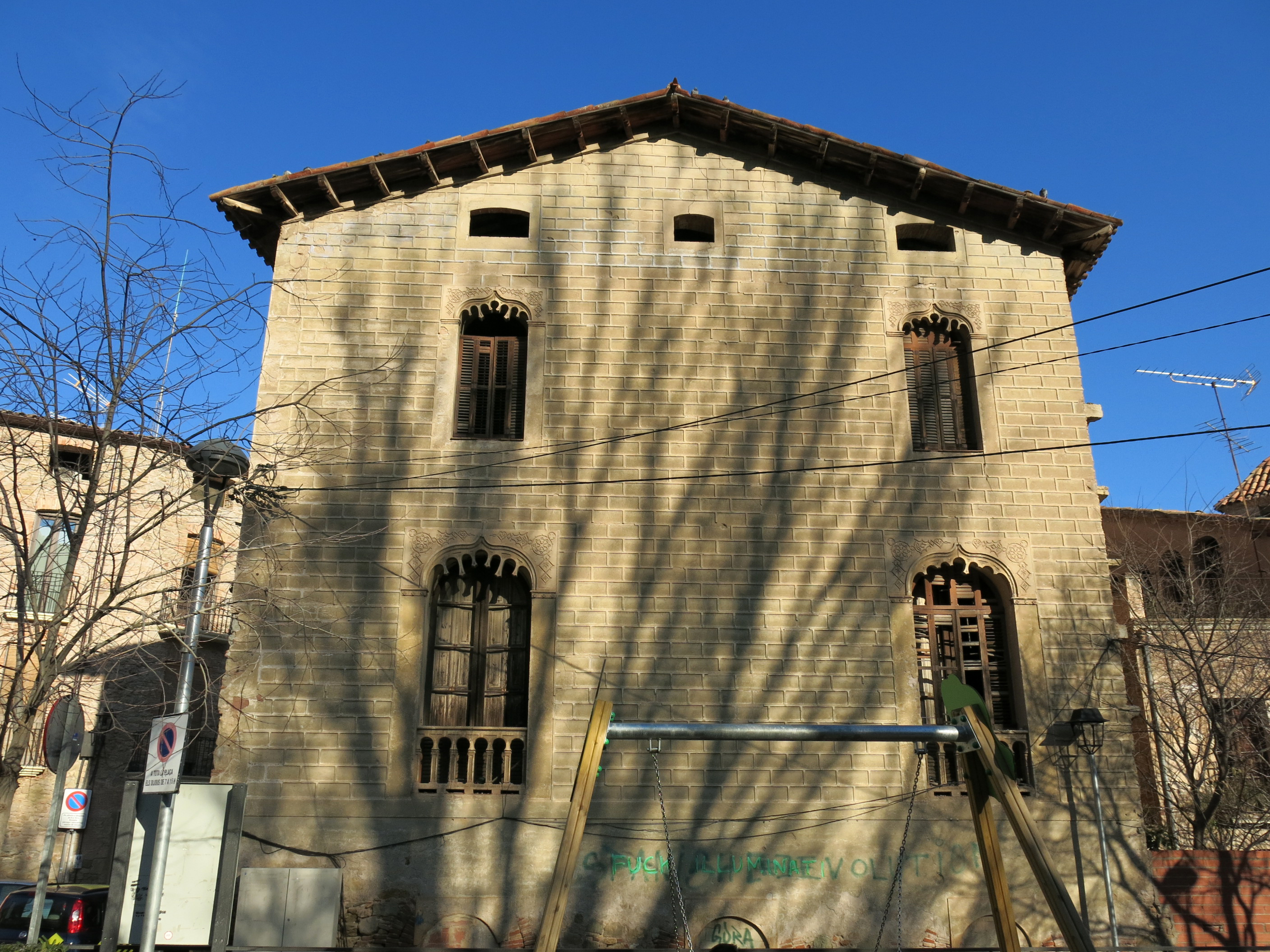
Façana sud, plaça de la Font Gran
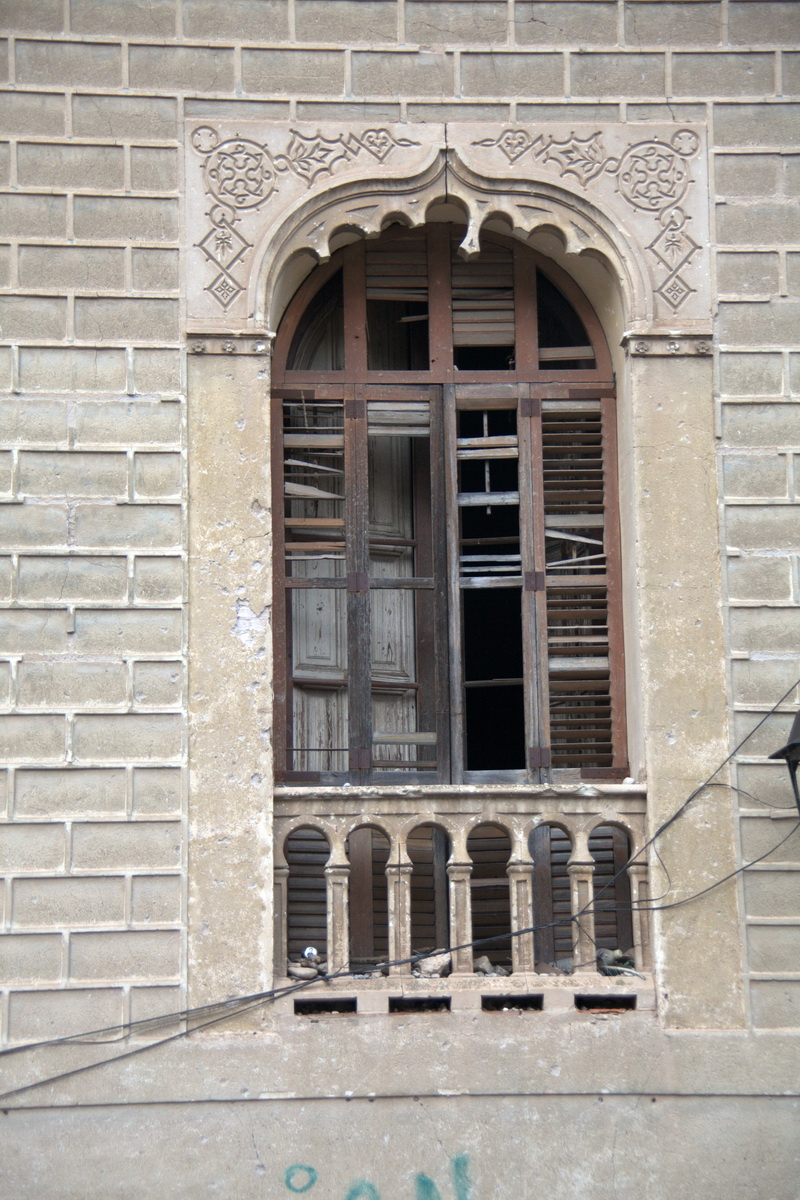
Detall d'una de les finestres de la façana sud
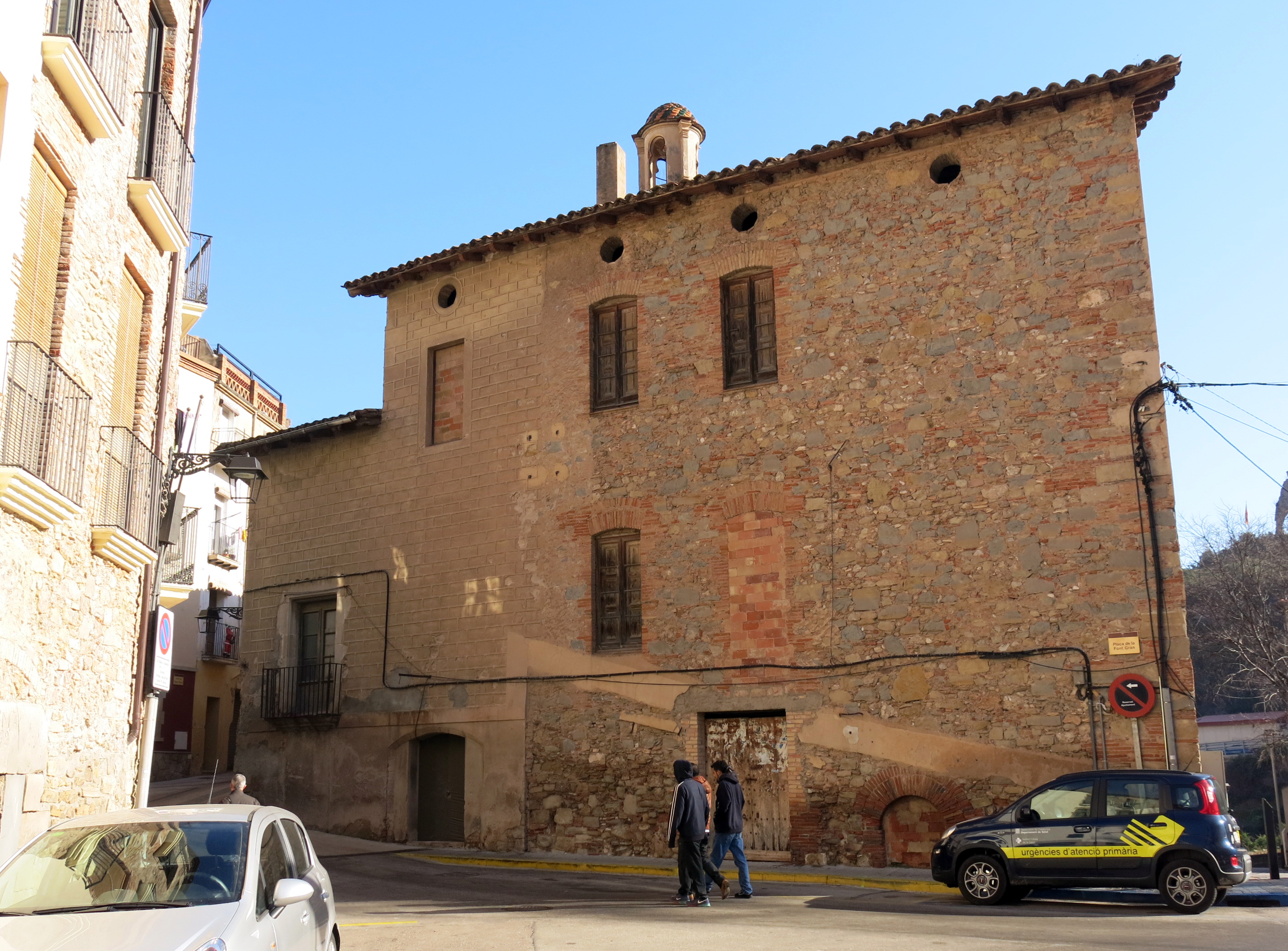
Façana oest, plaça de la Font Gran
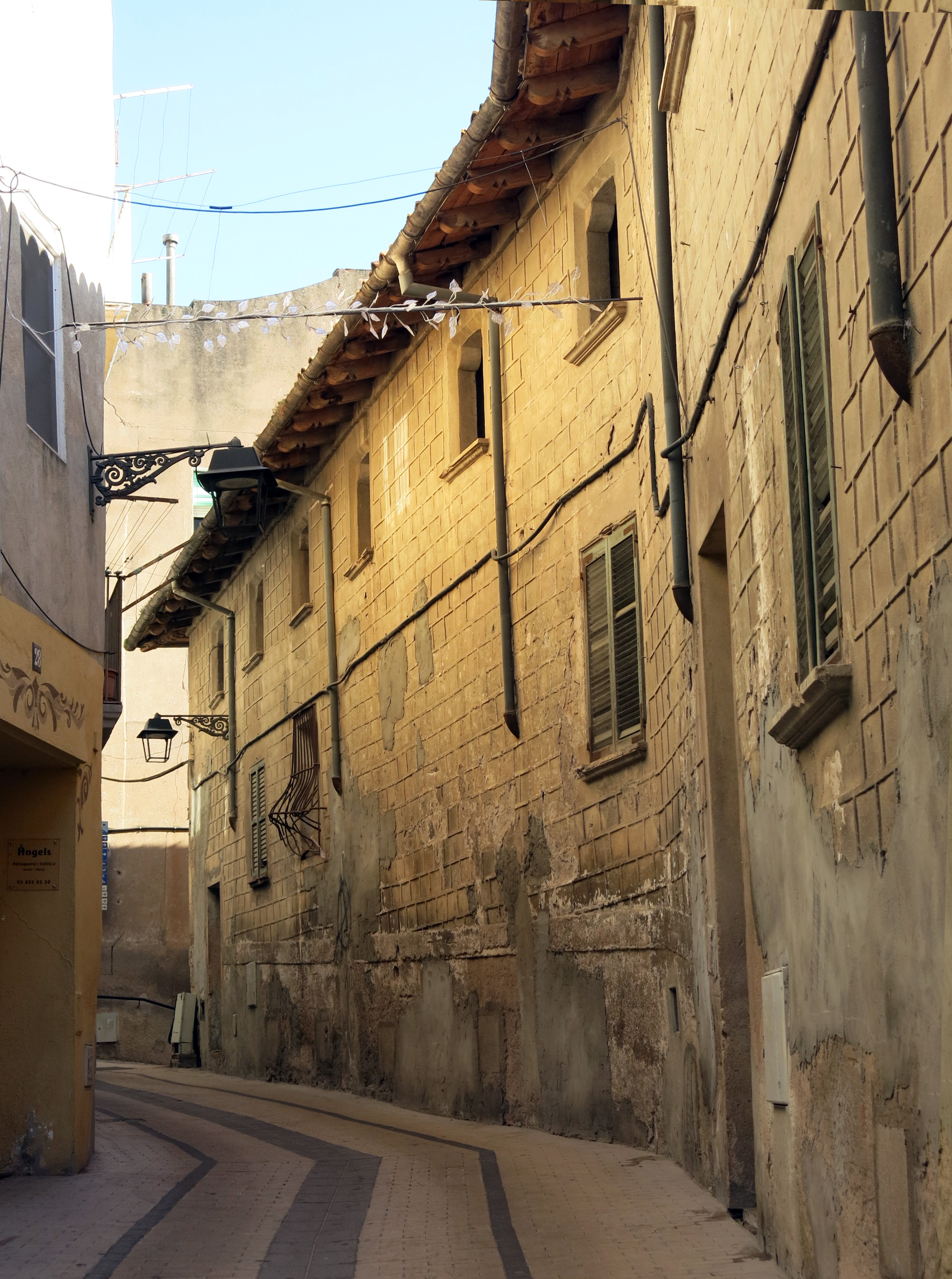
Façana nord, carrer de Sant Pere
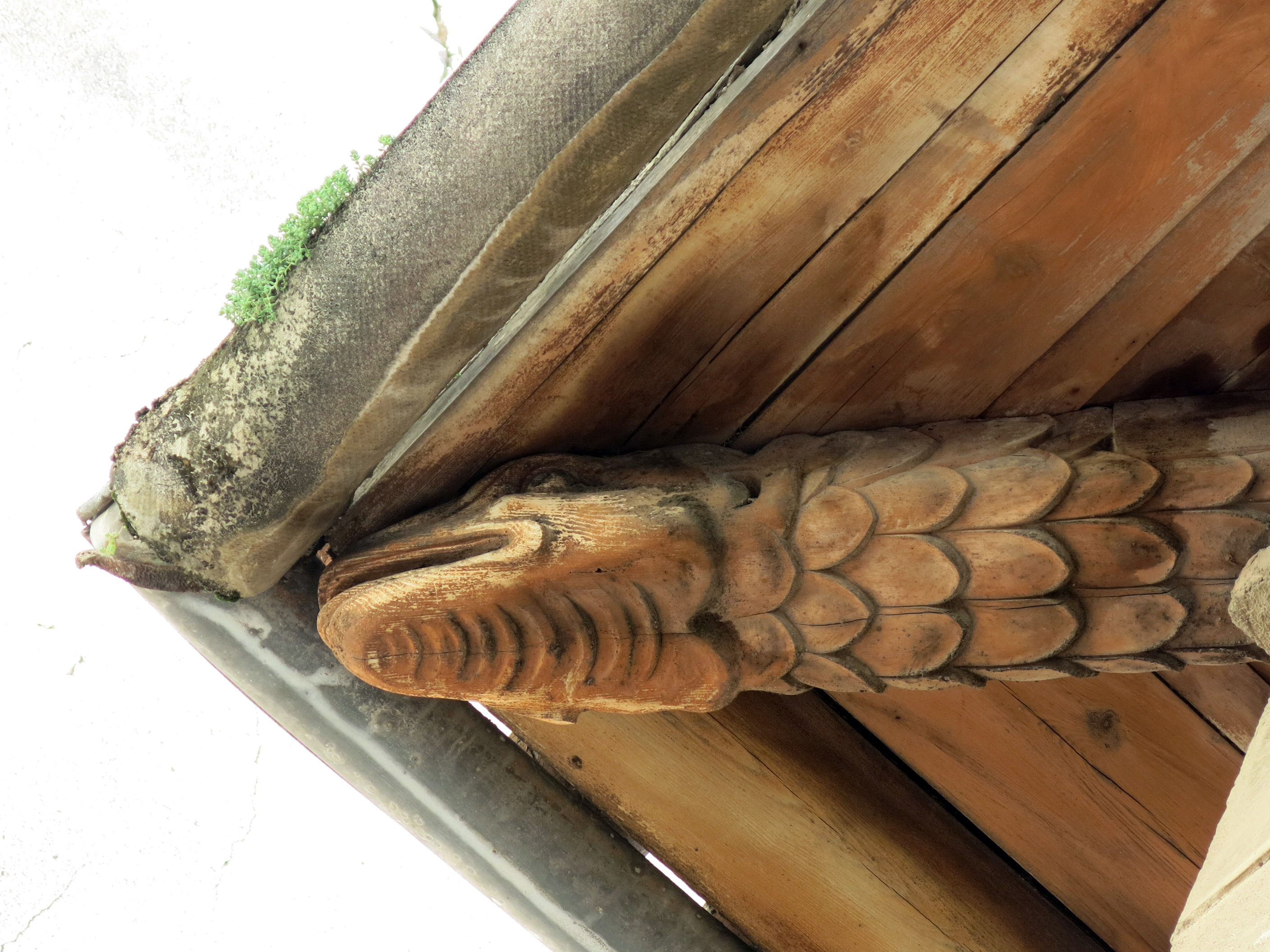
Cap de biga sota el ràfec
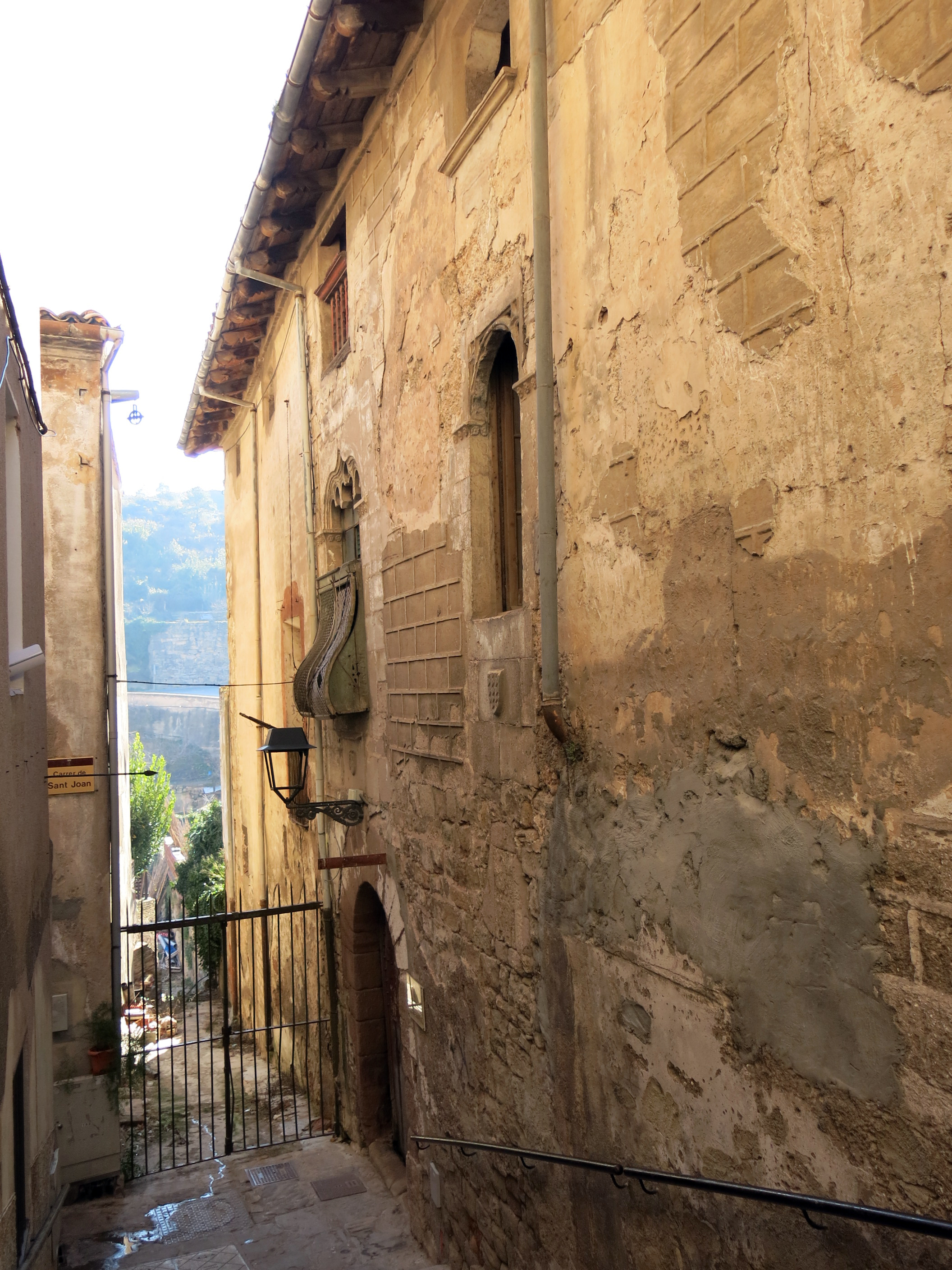
Façana est, carrer de Sant Joan
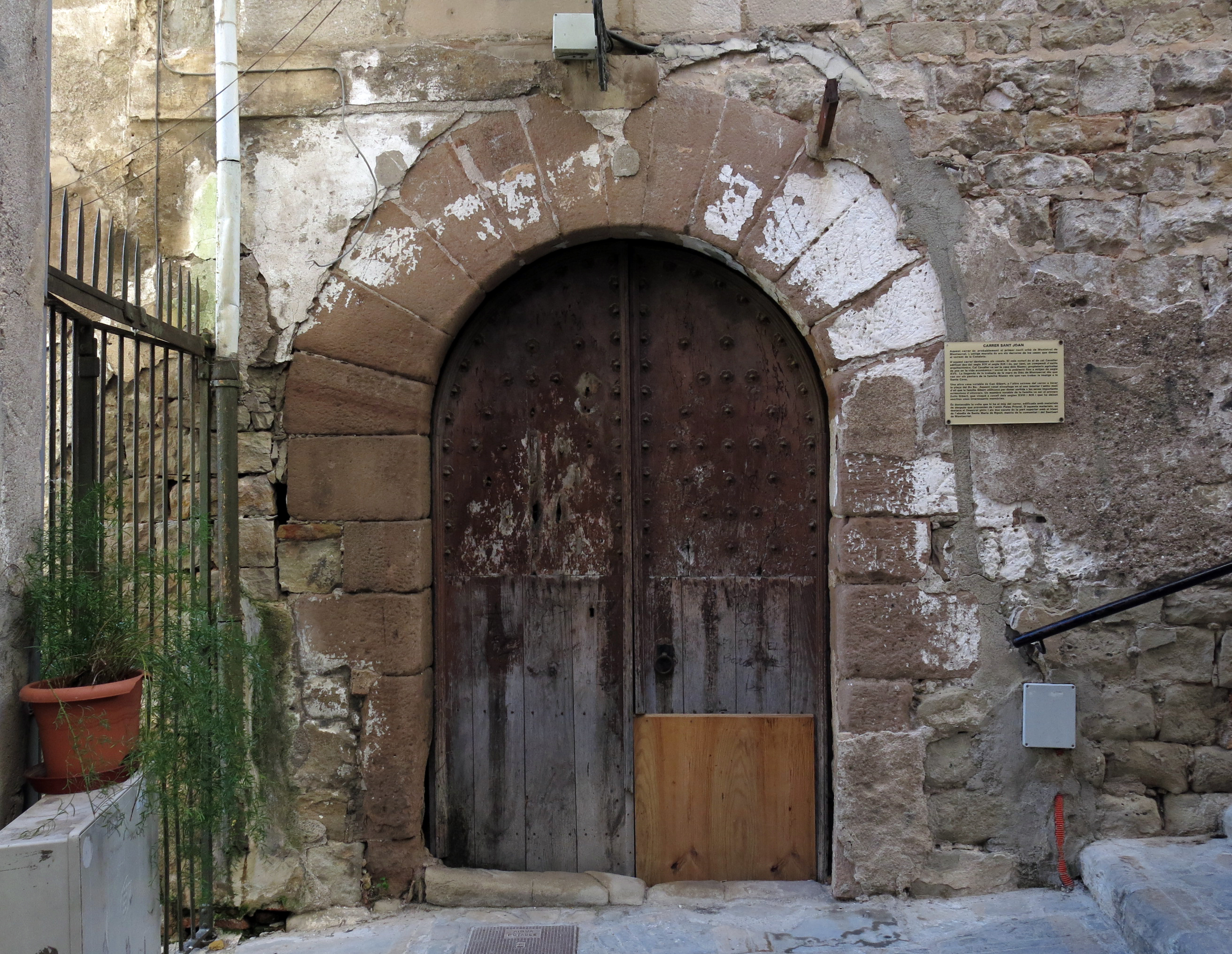
Portal de la façana est
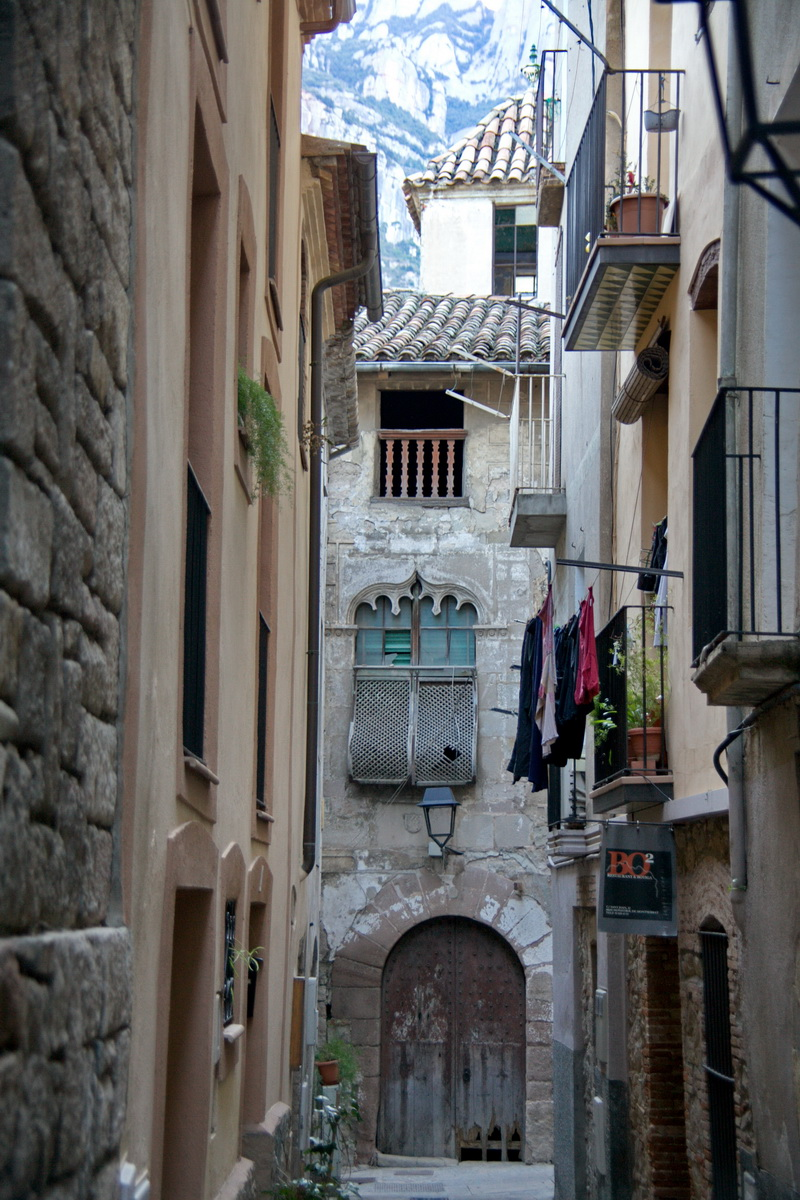
El carrer de Sant Joan, amb Cal Cavallé al fons
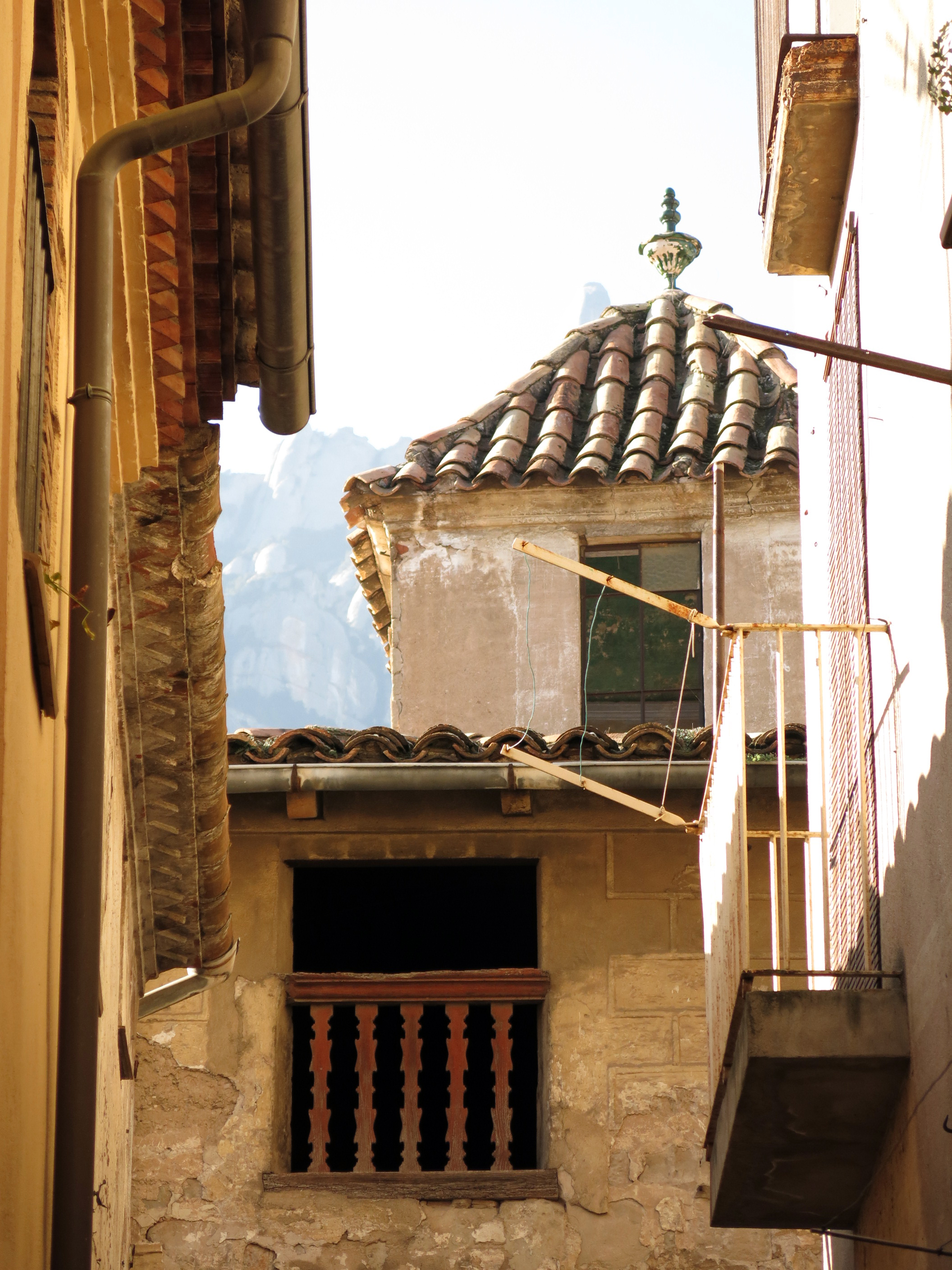
Detall de la façana est
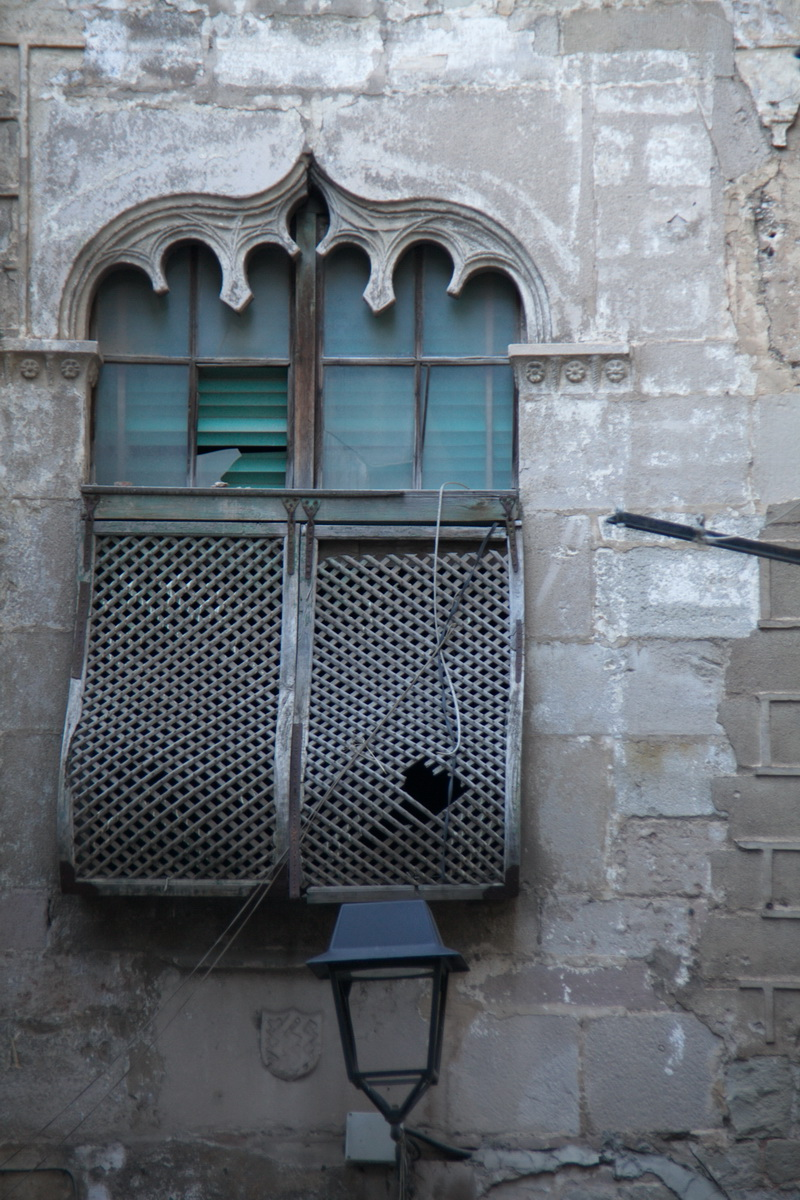
Finestra d'arc conopial de la façana est